# Habitatge al carrer Vint de Juny, 5 (Girona)
Habitatge al carrer Vint de Juny, 5 és una obra de Girona inclosa a l'Inventari del Patrimoni Arquitectònic de Catalunya.

## Descripció
És un edifici residencial desenvolupat en planta baixa i dos pisos. La façana principal presenta una composició simètrica amb un cos central amb una certa curvatura que sobresurt lleugerament en alçada respecta els dos cossos laterals. La resta és estructurada amb acabat llis. Els balcons del primer pis són amb balustrada i els de planta superior amb barana metàl·lica.

## Història
La façana presenta barrejades referències de l'estètica racionalista i del noucentisme dels anys 20 del segle xx.